# Per Gunnar Holmgren
Per Gunnar Holmgren, född 1955 i Malmö, svensk journalist och som under 15 år var chefredaktör för Dagens Medicin.
Tidigare har Holmgren även bland annat varit chefredaktör för Lundagård och Sydsvenska Dagbladet.
Holmgren var med och startade tidningen Dagens Medicin 1994 som tidningens första chefredaktör. För detta erhöll han, tillsammans med redaktionschefen Anders Malmsten, Stora Journalistpriset 1999. Under Holmgrens tid på Dagens Medicin startades systertidningar i de nordiska länderna och flera europeiska länder samt den nya svenska tidningen Dagens Apotek. År 2009 lämnade han Dagens Medicin för att ansvara för Nobelstiftelsens webbverksamhet, Nobel web AB. Han lämnade dock Nobeluppdraget efter en kort tid.

## Källhänvisningar
1. ↑  Starten blev kaotisk för Dagens Medicin, Sjukhusläkaren, 10 december 2009
2. ↑  Chefredaktören lämnar Dagens Medicin, Resumé, 20 maj 2009
3. ↑  Får sparken från Nobel, Resumé, 11 mars 2010